# Corea del Norte en los Juegos Olímpicos de Albertville 1992
Corea del Norte estuvo representada en los Juegos Olímpicos de Albertville 1992 por un total de 20 deportistas, 9 hombres y 11 mujeres, que compitieron en 5 deportes.

## Medallistas
El equipo olímpico norcoreano obtuvo las siguientes medallas:
| Nombre       | Deporte                              | Competición |
| ------------ | ------------------------------------ | ----------- |
| Oro          |                                      |             |
| —            |                                      |             |
| Plata        |                                      |             |
| —            |                                      |             |
| Bronce       |                                      |             |
| Hwang Ok-Sil | Patinaje de velocidad en pista corta | 500 m F     |